# Nova van Dijk
Nova van den Brakel - van Dijk (Amsterdam, 31 oktober 1976) is een Nederlandse regisseur, schrijver, producent, en beeldend kunstenaar.

## Levensloop
Nova is een dochter van acteur en zanger Bill van Dijk. Haar moeder Marian Kater was flamenco-danseres en danste in het voorprogramma van Josephine Baker. Marian is de dochter van schilder-tekenaar Arie Kater. Nova heeft een zus, Laura van Dijk, die scenarioschijfster is.
Nova maakte deel uit van Jeugdtheater De Krakeling.                               
Ze studeerde aan de Rietveldacademie, de Fotoacademie en werkte als art director en actrice voordat ze ging studeren aan de Filmacademie in Amsterdam en aan de New York Film Academy. Voor haar filmstudies volgde ze Daniëlle Oerlemans op als presentatrice bij het reisprogramma Staatslot op locatie en presenteerde de jeugdserie Megafestatie. Ook was ze co-presentator bij het televisieprogramma Te land, ter zee en in de lucht. Als actrice speelde ze in de series Jimmy Hopper, De Garage, Goudkust en Au van de filmmaker Theo van Gogh. 
Van Dijk werkt als filmregisseur en ondernemer. In haar werk staan dieren altijd centraal. Ze organiseerde exposities in Museum Henriette Polak en het Centrum Beeldende Kunst in Amsterdam. Als kunstschilder exposeerde Van Dijk met onder anderen Corneille en maakte zij de installatie Vervlogen voor museum Het Dolhuys in Haarlem. 
Als filmregisseur werkte ze voor BuZa, VPRO, Human, VARA en NTR. Ze maakte de documentaire Arie Kater, de kater komt later, de documentaire Tzirk over een circusfamilie en ze werkte aan de circusfilm Buba over een olifant in een Duits familiecircus. Voor Zapp maakte ze in 2015 en 2018 de televisieserie Poesjes. In het kader van de serie televisiefilms One Night Stand maakte ze de film Onder Invloed, en in het kader van Kort!, van de NTR, de film Kattenkwaad. Kattenkwaad was de Nederlandse inzending voor de categorie beste korte film voor de Oscar en was de winnaar op het Palm Springs International Film Festival.
- Bibliothèque nationale de France: cb16658594j (data)
- International Standard Name Identifier: 0000 0001 3272 4693
- Virtual International Authority File: 296043474